# British Go Association
La British Go Association (BGA, Association britannique de go) est l'organisation officielle chargée de la promotion du jeu de go au Royaume-Uni. Fondée en 1953, elle regroupait 700 membres au début des années 2000, et en compte actuellement environ 450. Elle supervise des tournois, publie le British Go Journal,  et gère la liste des clubs britanniques.

### Associations de go dans des territoires anciennement britanniques
- Australian Go Association
- Hong Kong Go Association
- Société néo-zélandaise de go
- Association singapourienne de weiqi